# Luque (Paraguay)
Luque este un oraș din departamentul Central, Paraguay.

## Personalități născute aici
- Raúl Vicente Amarilla (n. 1960), fotbalist.
- José Luis Chilavert (n. 1965), fotbalist;
- Osvaldo David Martínez Arce (n. 1986), fotbalist;
- Pablo César Aguilar Benítez (n. 1987), fotbalist.